# Je gaat zo dik
Je gaat zo dik is een lied van de Nederlandse rapper Lil' Kleine. Het werd in 2017 als single uitgebracht.

## Achtergrond
Je gaat zo dik is geschreven door Jorik Scholten, Wesley Gerarld Veerman en Anne Tekstra en geproduceerd door Weslo en Ketta. Het is een lied uit het genre nederhop met effecten uit de dance. Het lied is gebaseerd op de uitspraak "je gaat zo dik", welke de rapper dikwijls gebruikte en op sociale media deelde. De single heeft in Nederland de gouden status.

## Hitnoteringen
De rapper had succes met het lied in de hitlijsten van Nederland. Het lied piekte op de achttiende plaats van de Single Top 100 en stond vier weken in deze lijst. De Nederlandse Top 40 werd niet bereikt; het kwam hier tot de tweede plaats van de Tipparade. 